# Hermann Joachim Eduard Schmidt

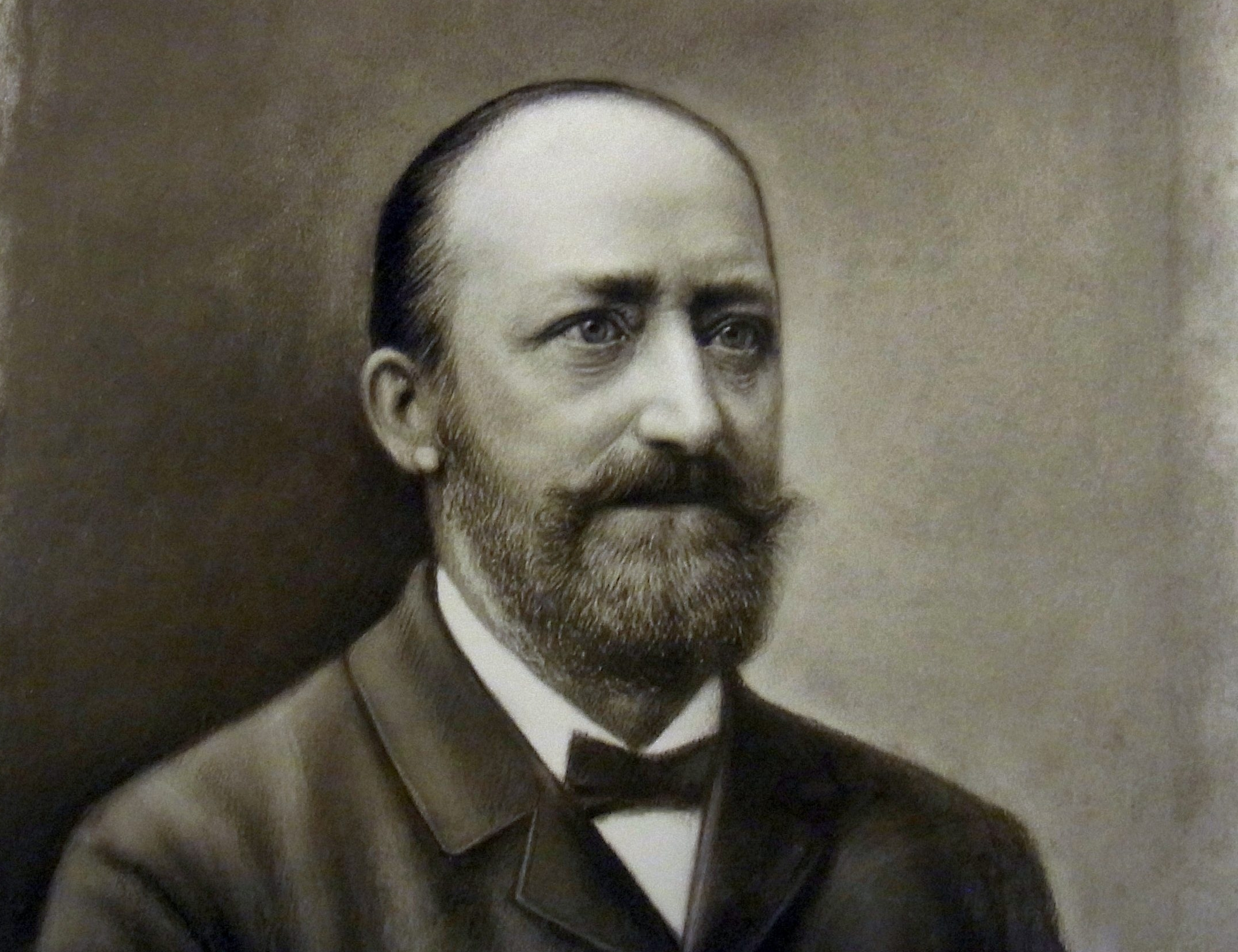

Hermann Joachim Eduard Schmidt (* 25. November 1830 in Hamburg; † 22. Februar 1900 ebenda) war ein Hamburger Schlosser und  Mitglied des Reichstages.
Ed. Schmidt wuchs in Hamburg auf und wurde Schlosser. Er engagierte sich für sein Handwerk und wurde Obermeister der Schlosser-Innung und 1873 der erste Vorsitzende der neu gegründeten Hamburgischen Gewerbekammer (1873–1875 und 1877–1881). Der erste Sekretär der Gewerbekammer wurde Justus Brinckmann (von 1873 bis 1877), der die Gewerbekammer verließ, um in Hamburg das Museum für Kunst und Gewerbe zu gründen.
Eduard Schmidt wurde als Kandidat der Nationalliberalen Partei in der Reichstagswahl 1874 für den Reichstagswahlkreis Freie und Hansestadt Hamburg 2 gewählt. Er gehörte dem Reichstag bis 1877 an.

## Werke
Arbeiten aus der Werkstatt von Eduard Schmidt & Sohn:
- schmiedeeiserne Eingangstore des Friedhofes Ohlsdorf (eröffnet 1877)
- Eingangsportal und Senatspforte am Hamburger Rathaus (Bauzeit: 1886–1897)

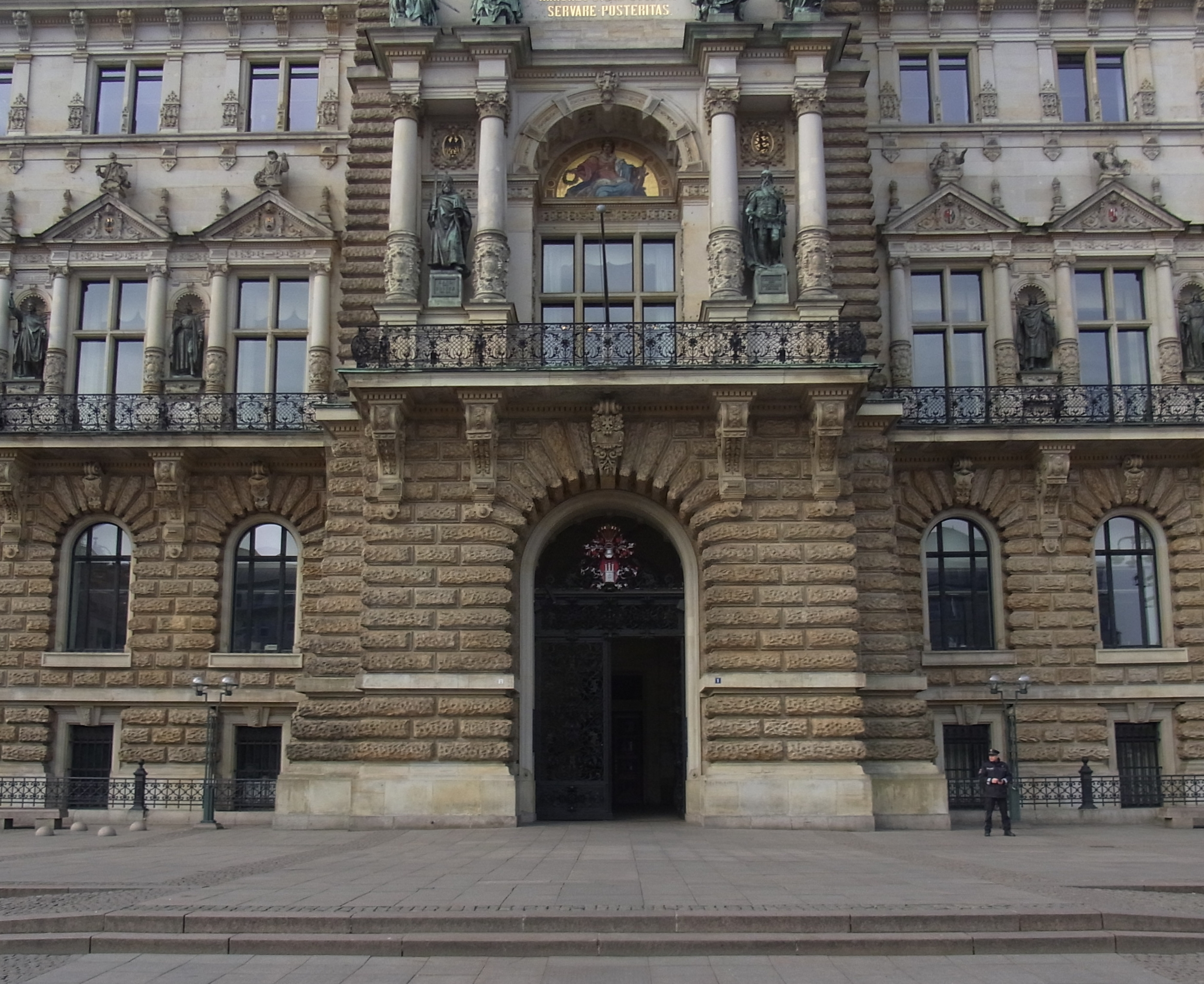
Eingang zum Hamburger Rathaus
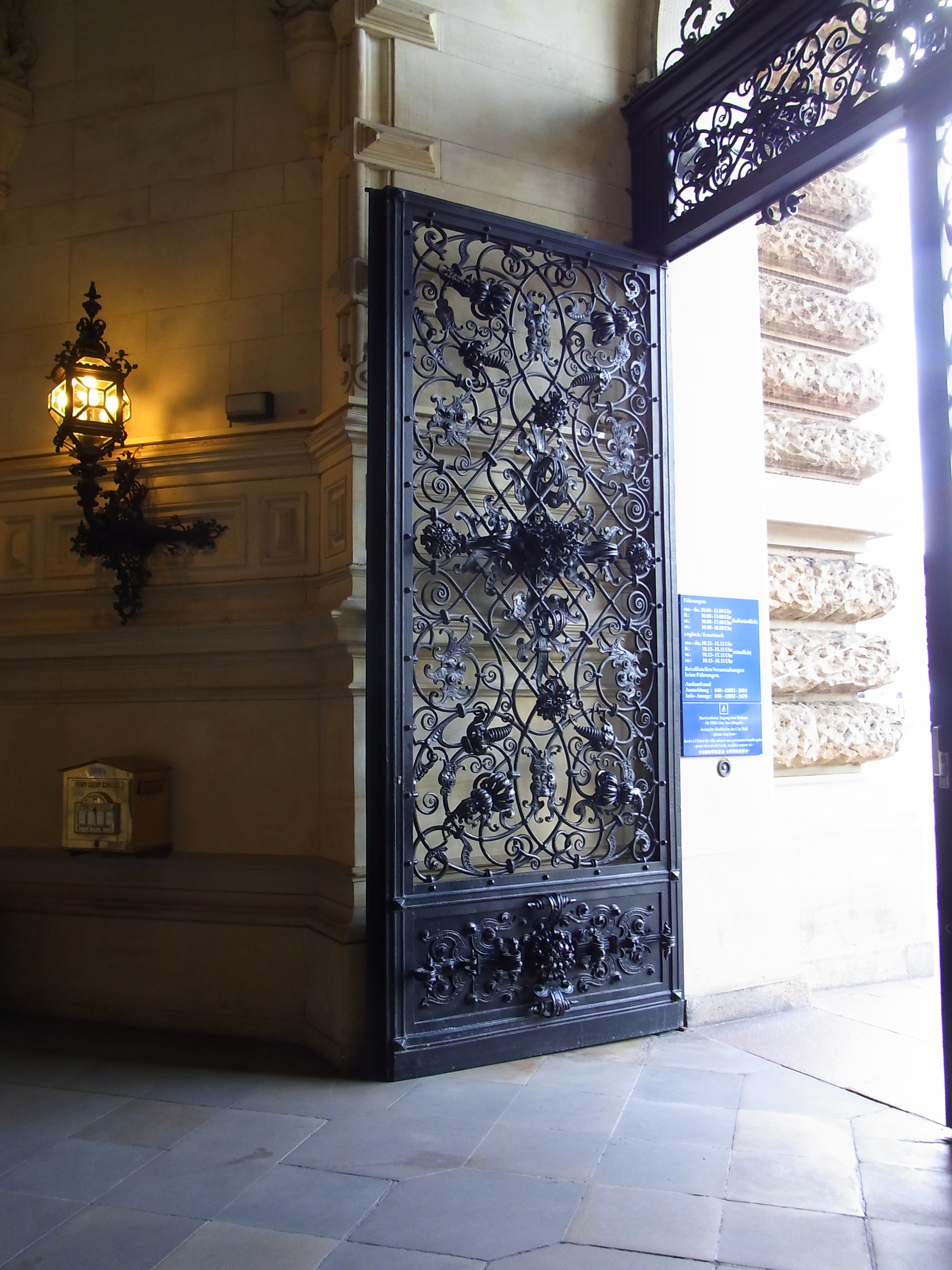
Die Innenseite des Portals
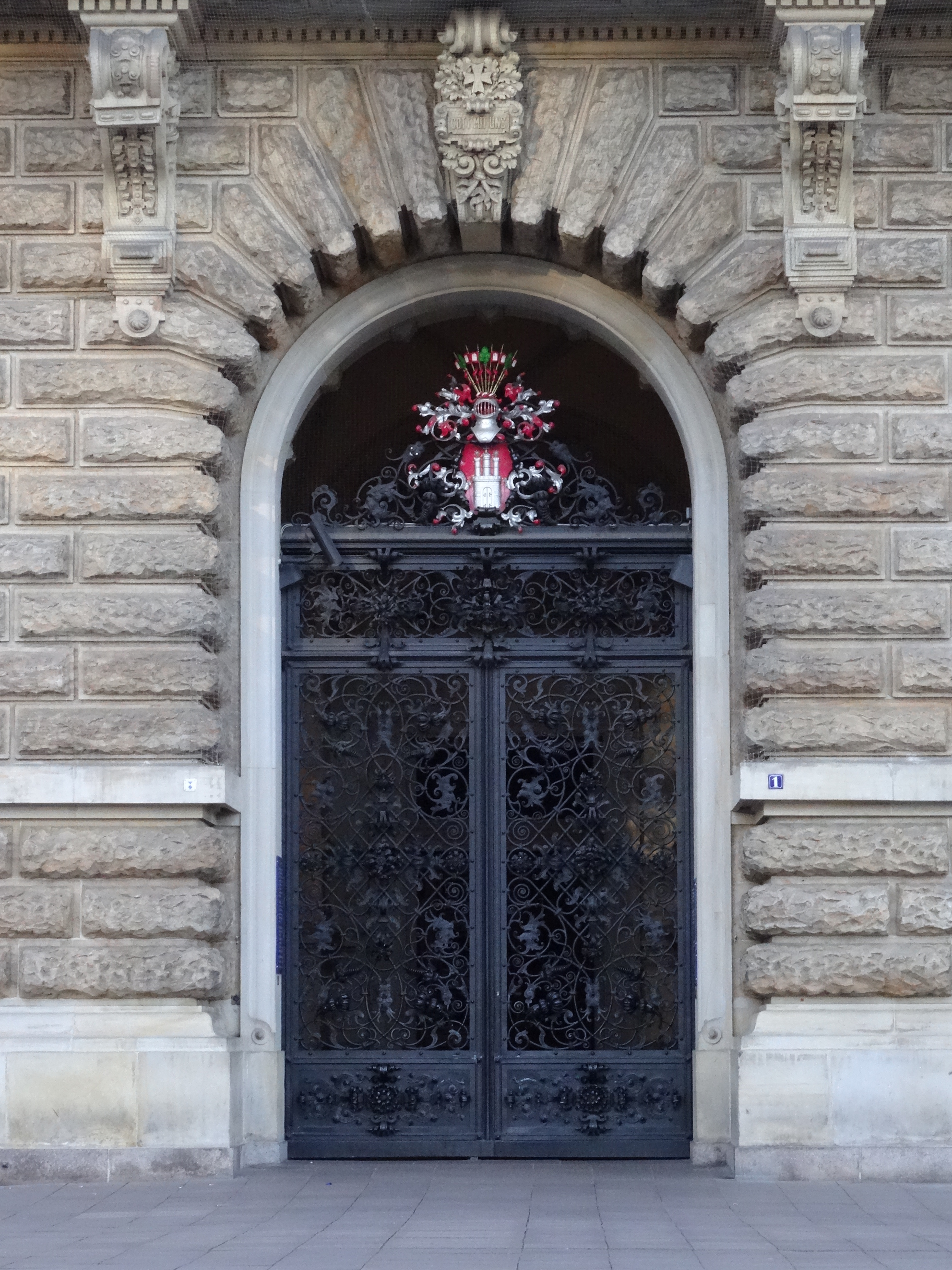
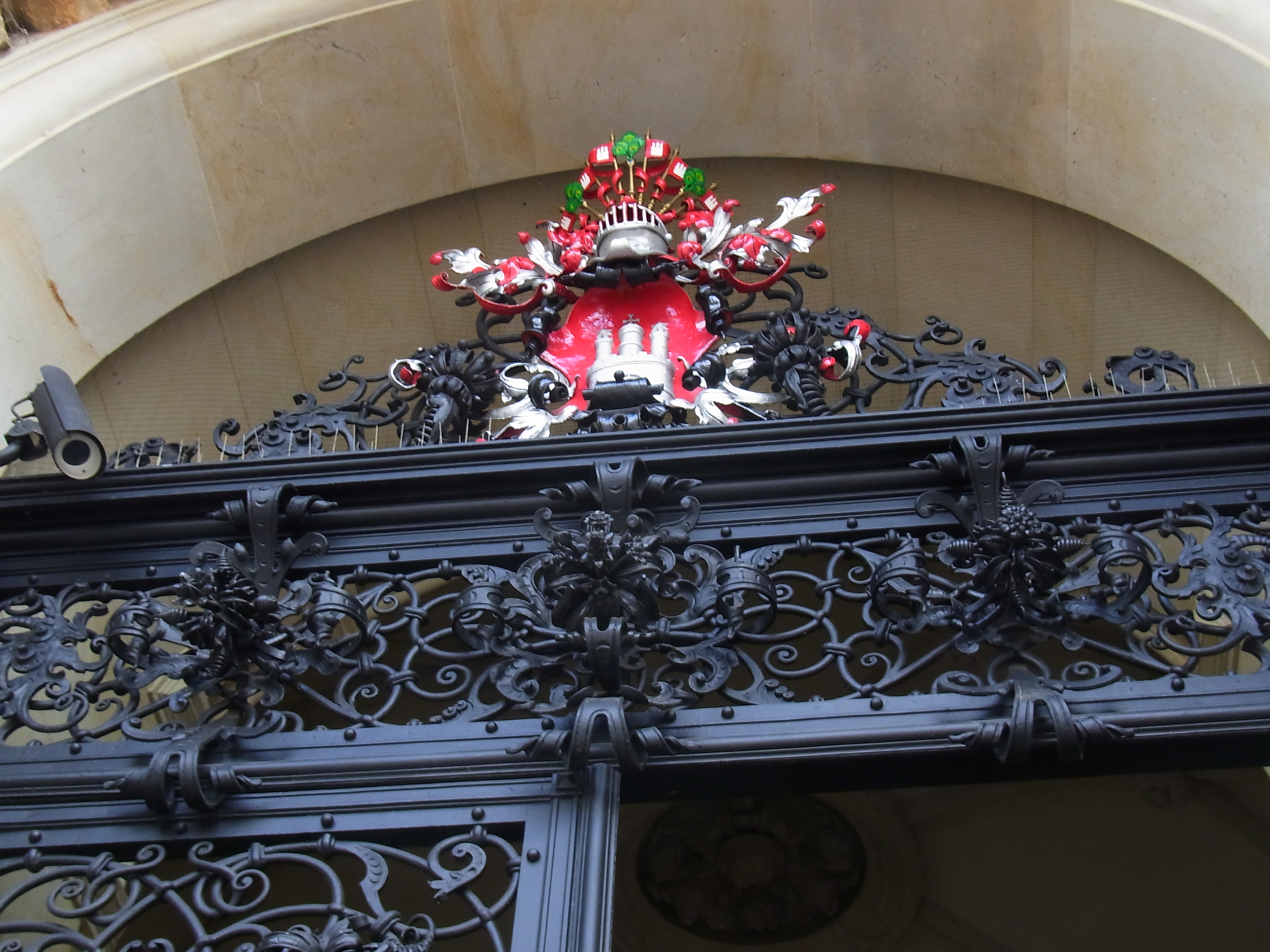
Blick zum Großen Staatswappen
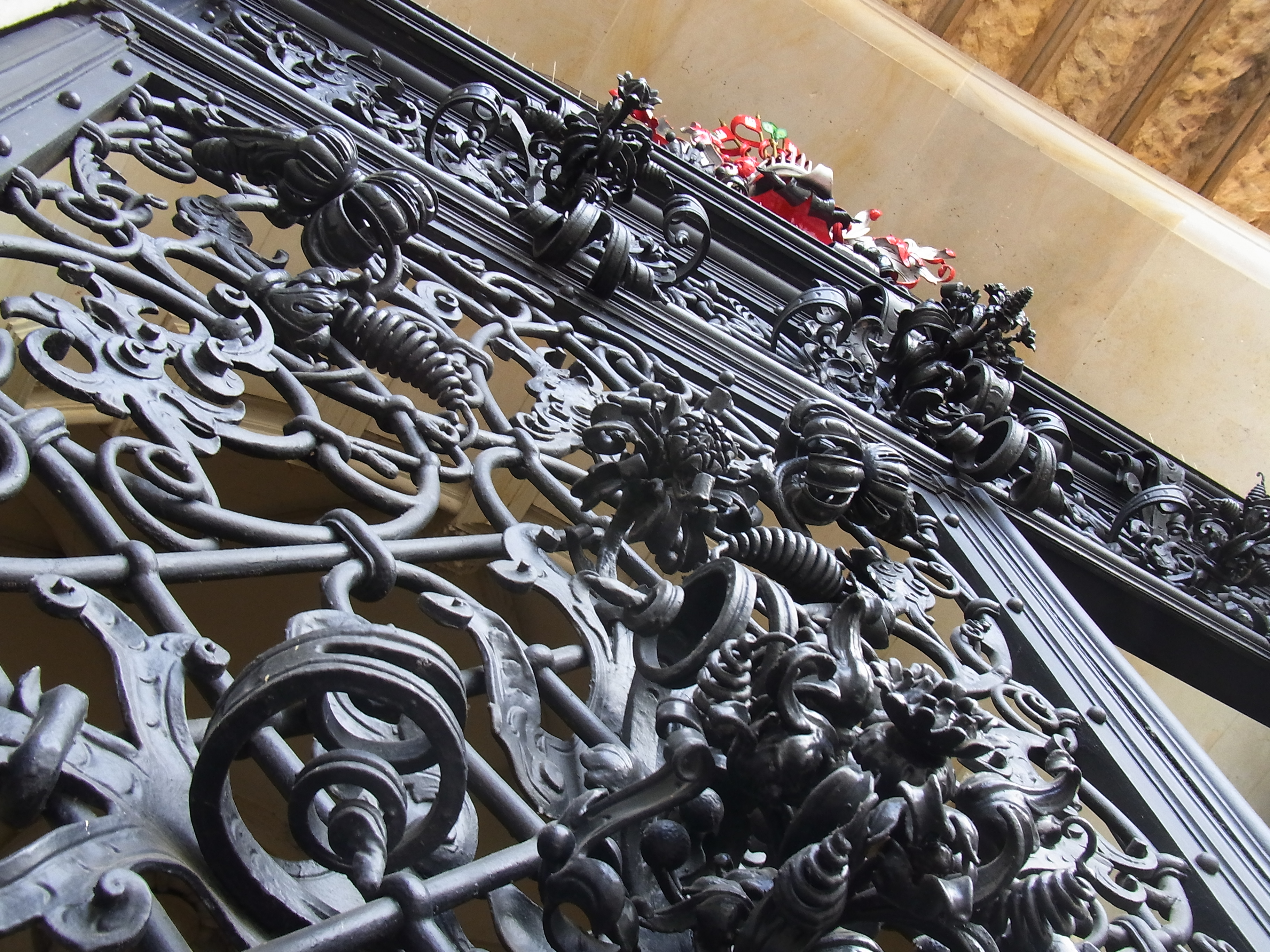
Detail
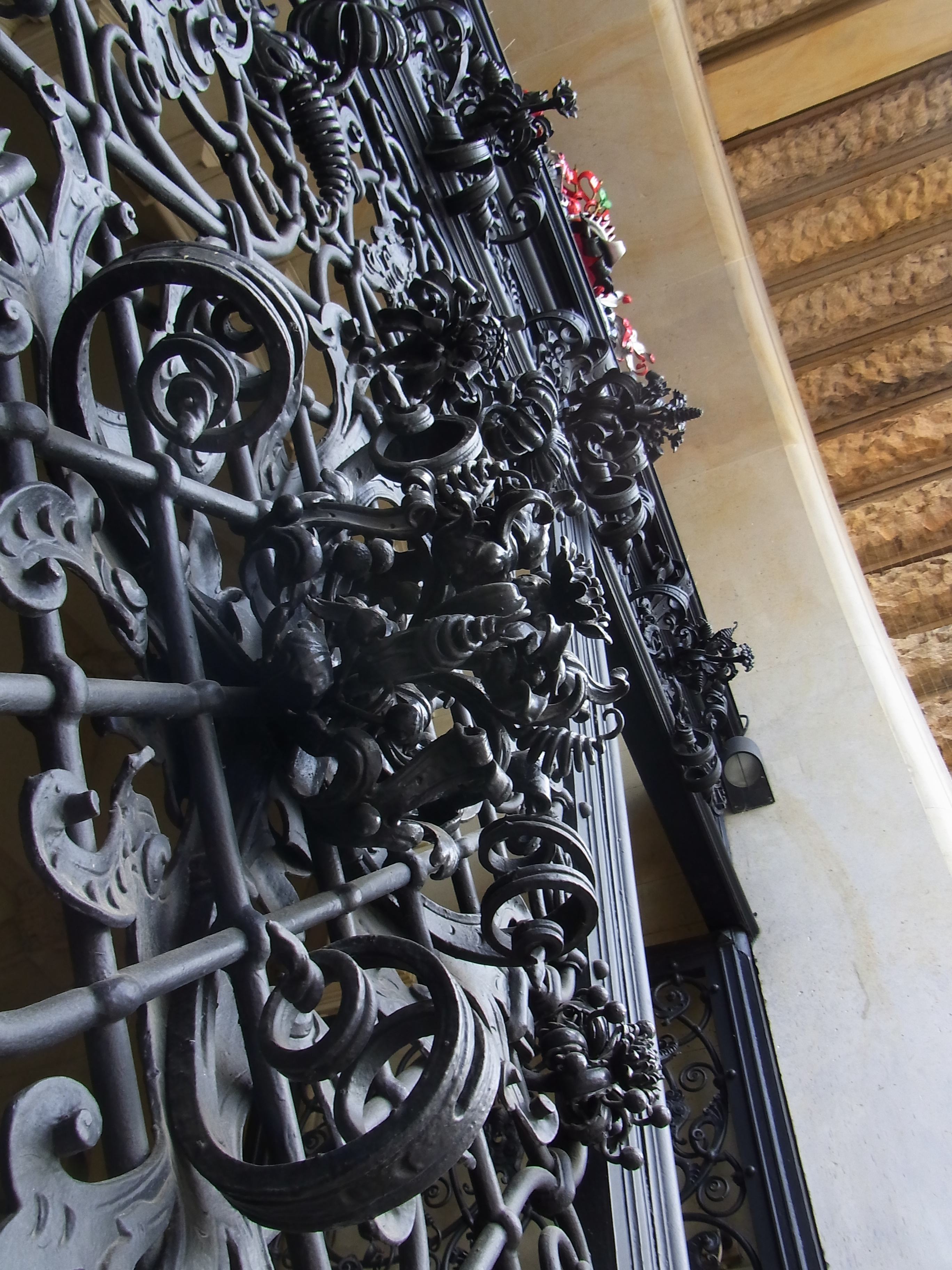
Detail
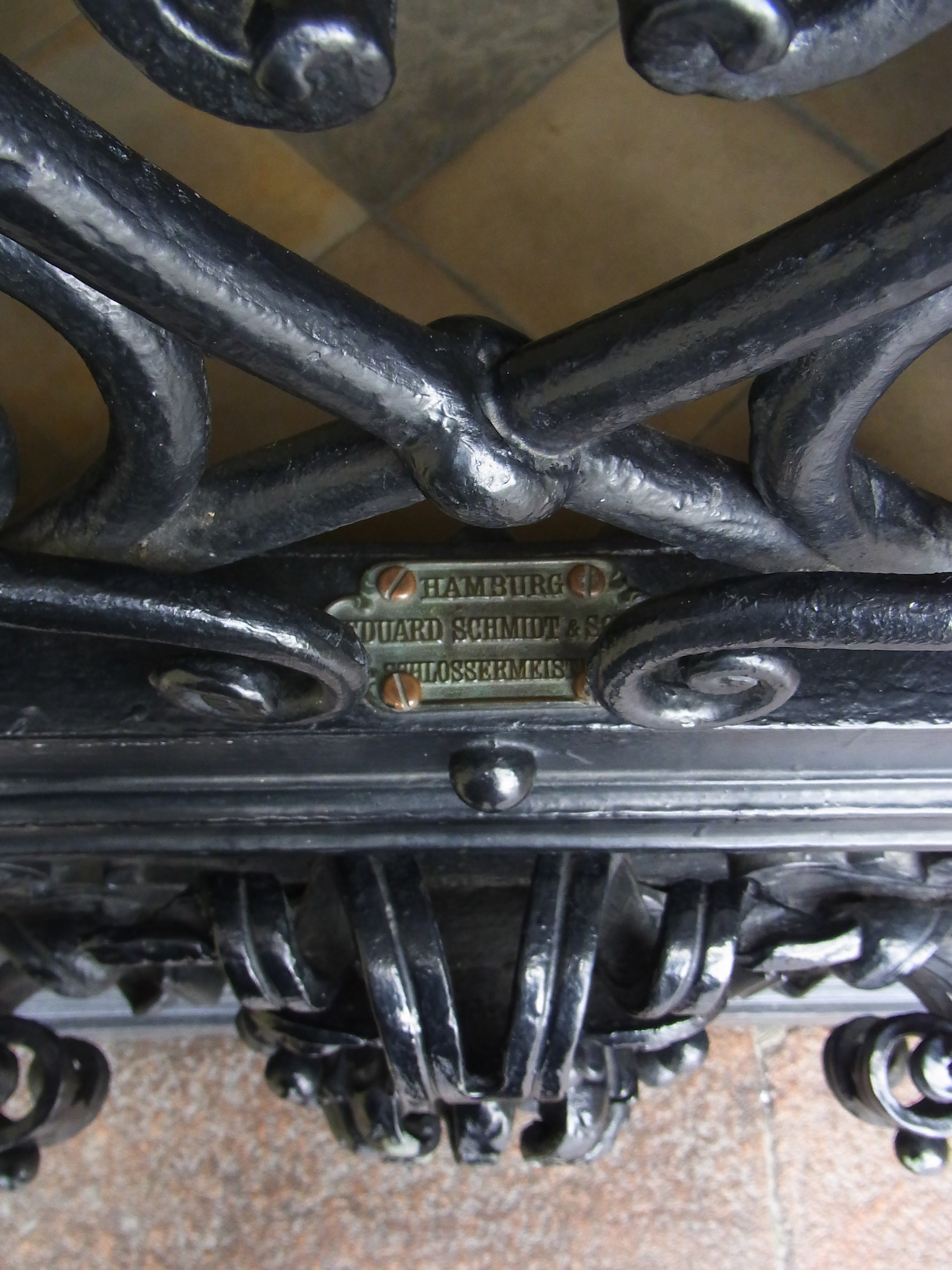
Der Name der Werkstatt: Eduard Schmidt & Sohn
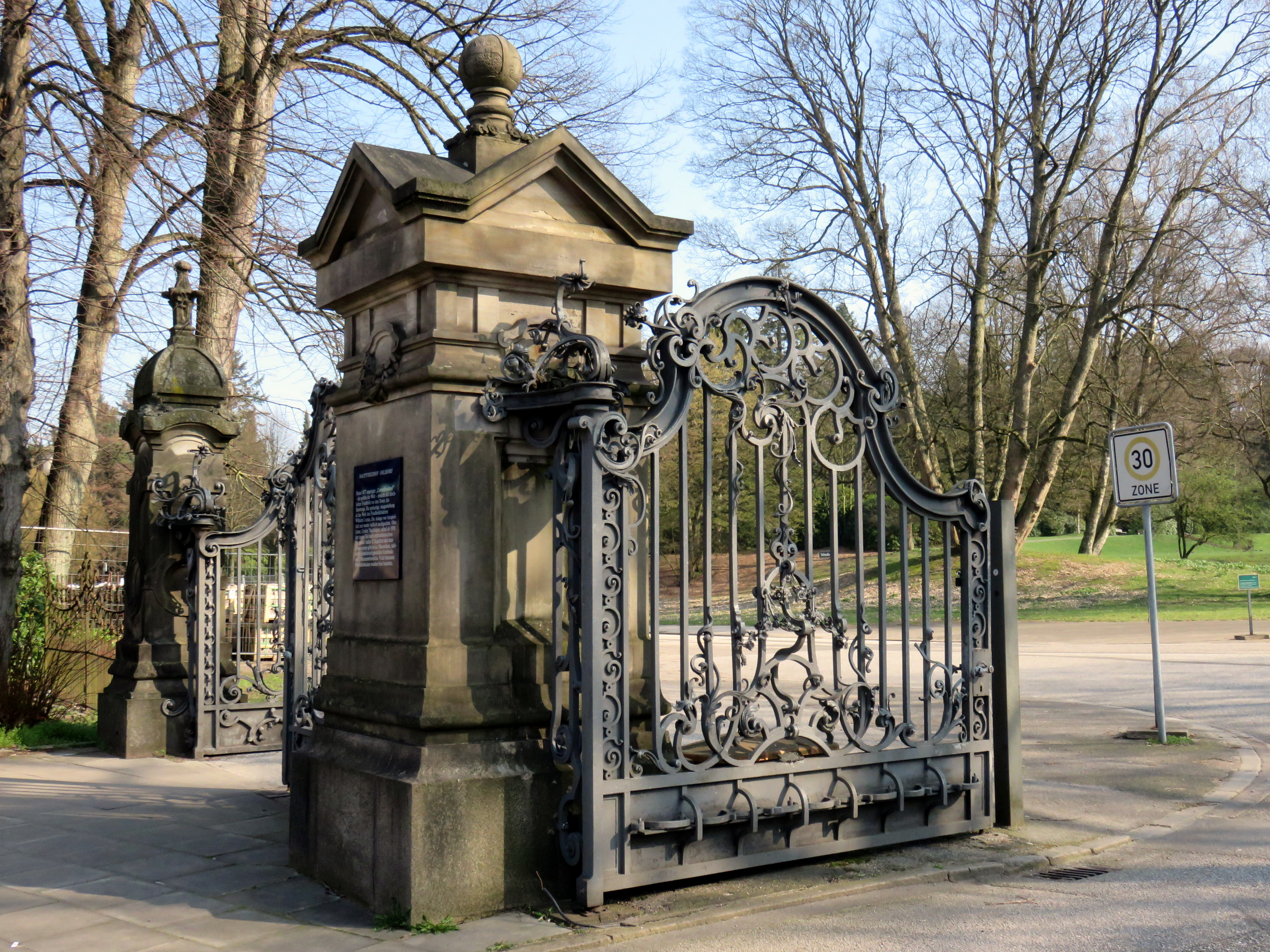
Haupttor (1913), Friedhof Ohlsdorf
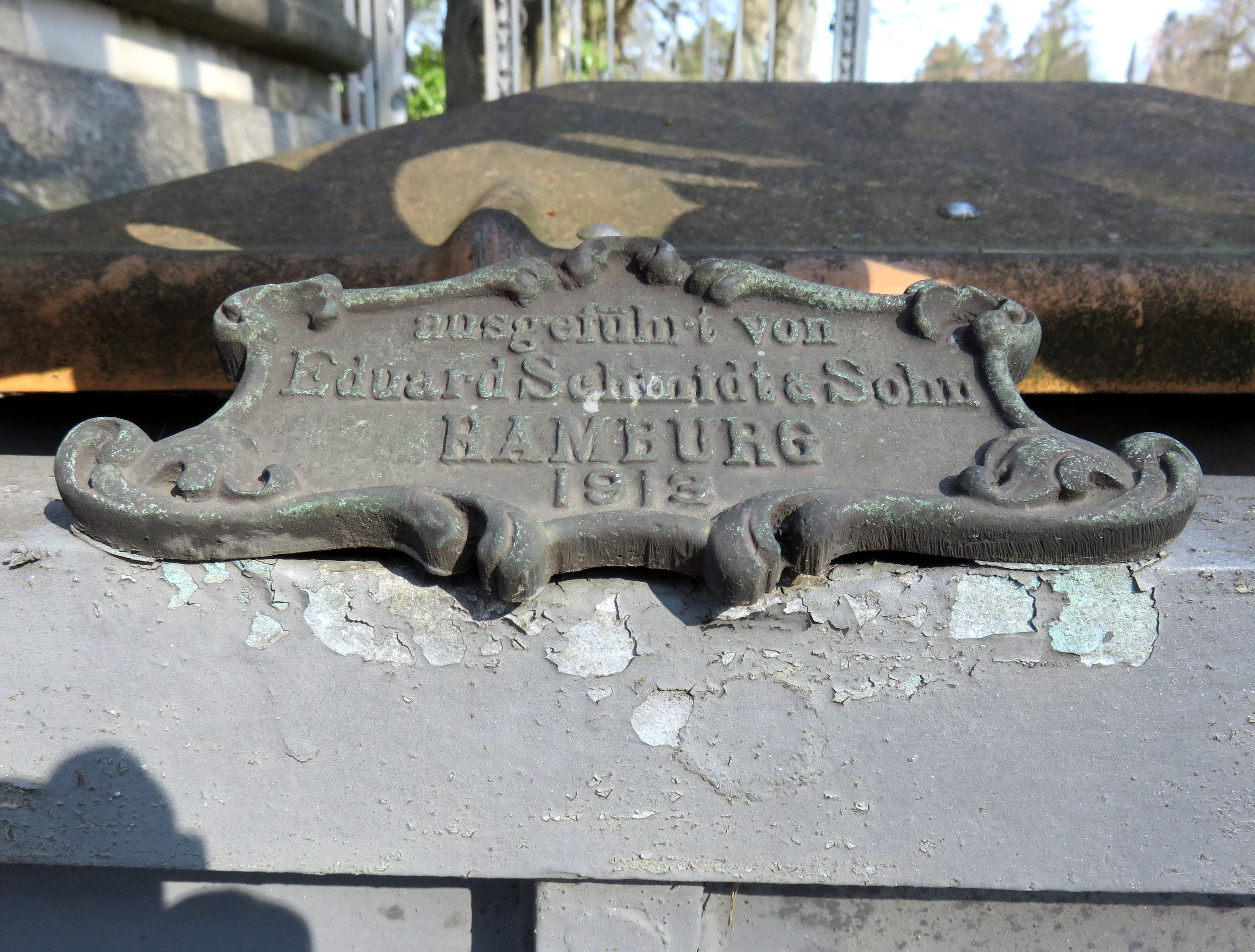
Haupttor Ohlsdorf, Firmenschild Schmidt
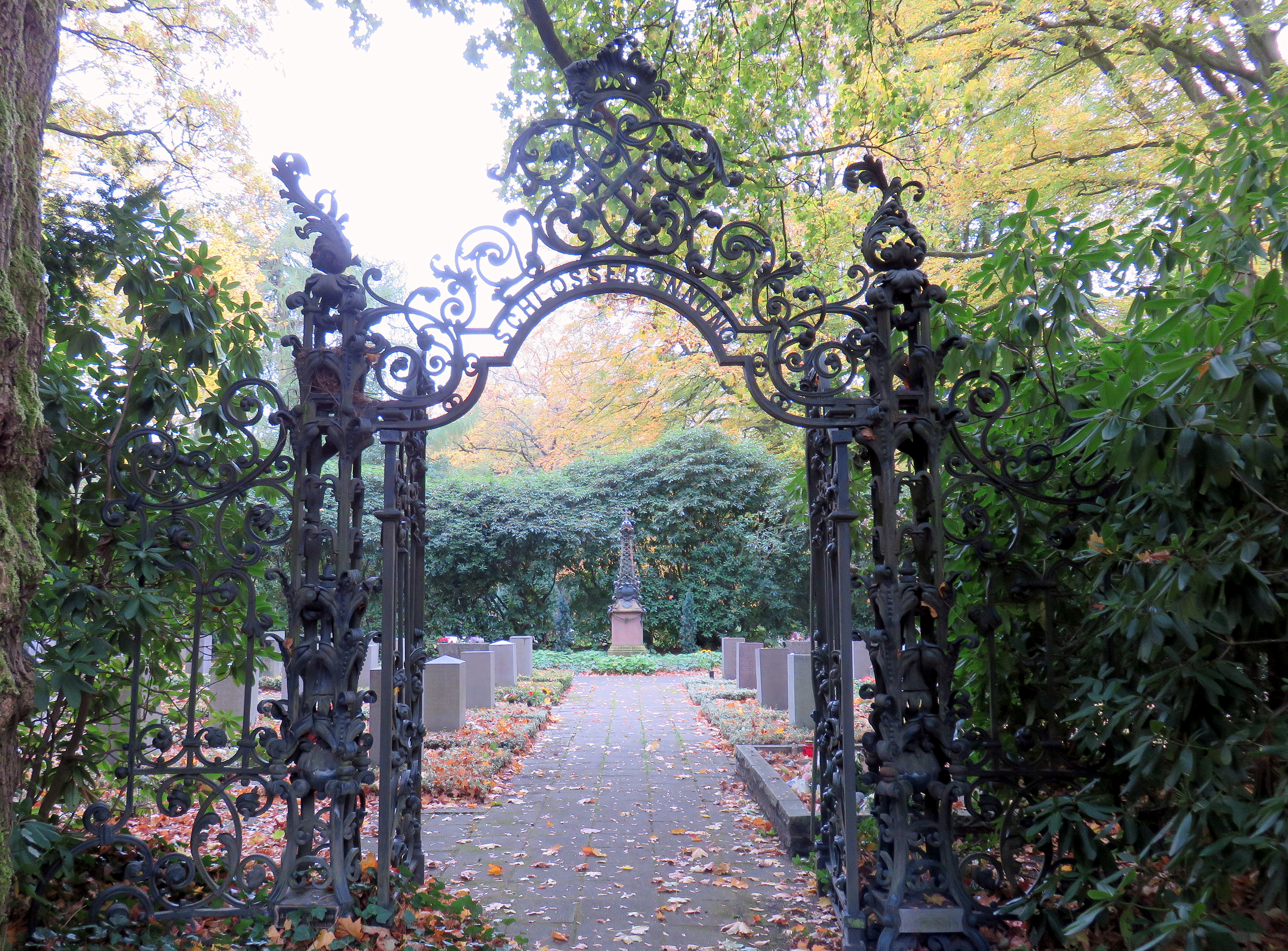
Porte und Obelisk „Schlosser-Innung“, Friedhof Ohlsdorf